# Turismofobia

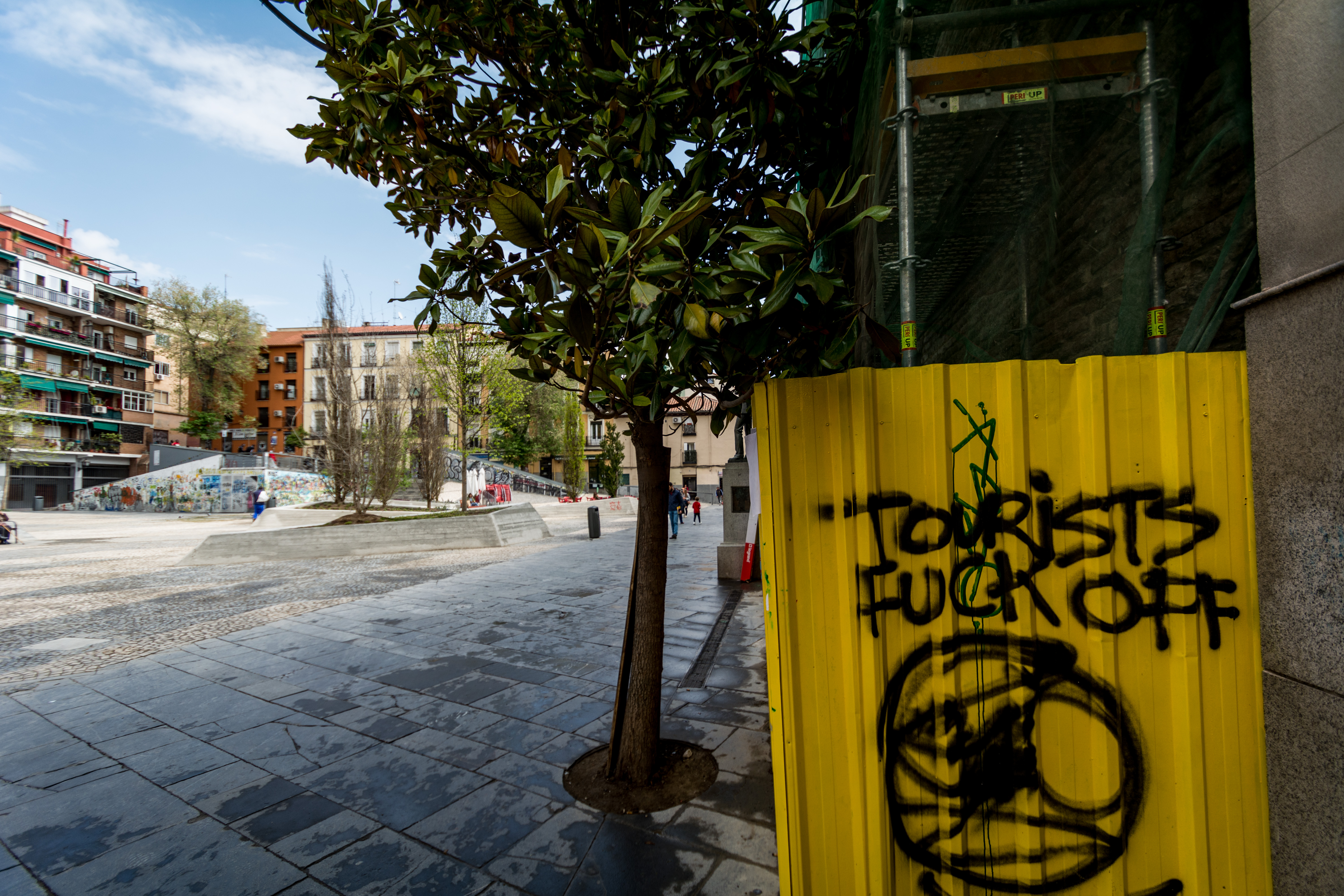
Pintada «Tourists fuck off» en Madrid.

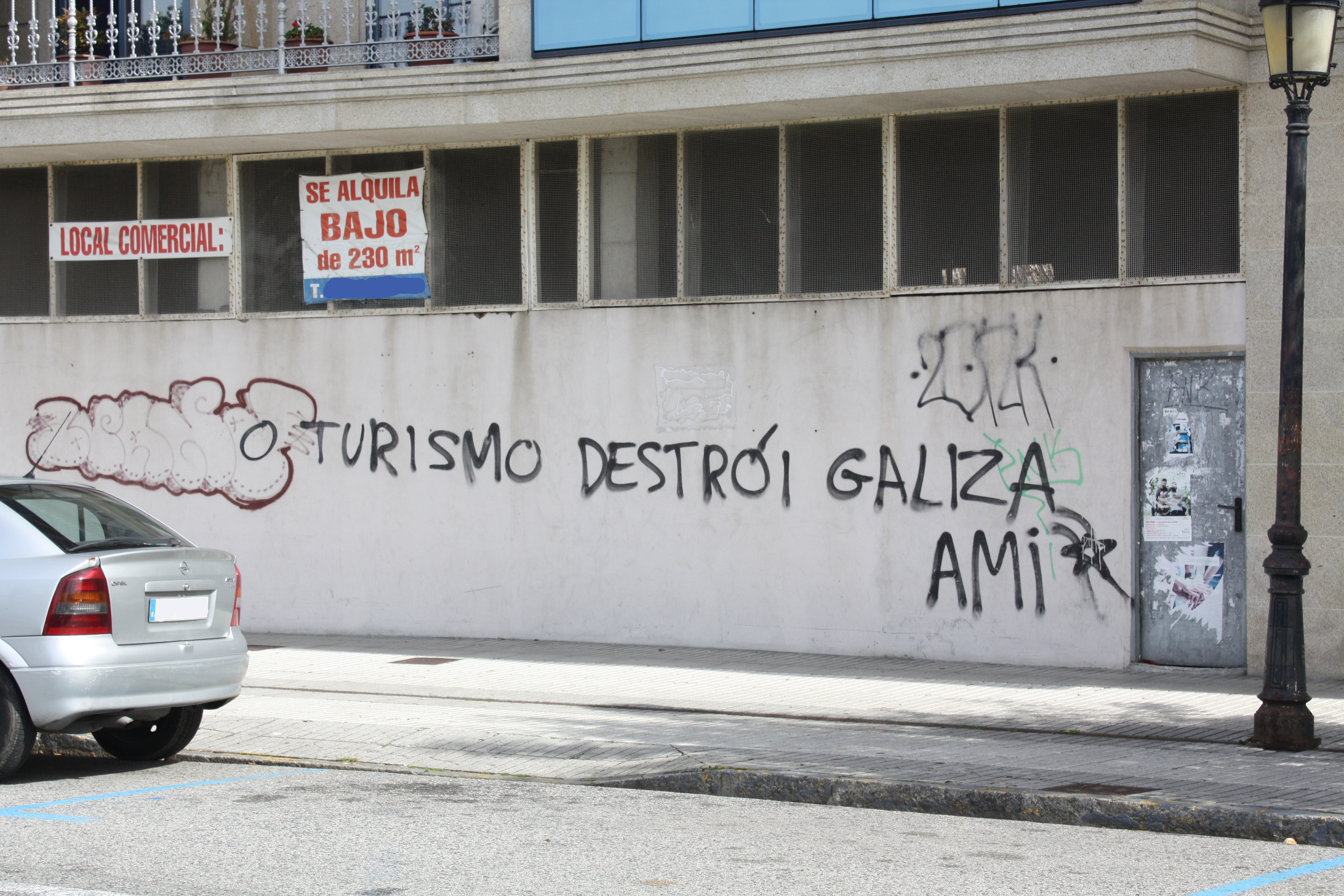
Pintada contra el turismo en Villagarcía de Arosa.

La turismofobia (formado a partir de «turismo» y «-fobia»), es como se refiere en España a los actos vandálicos, protestas e incidentes, incluyendo ataques perpetrados contra los turistas, en distintos puntos del país, «contra la saturación de turistas en los cascos históricos de algunas ciudades españolas» y en protesta por un «modelo de masificación turística».

## Baleares
El 22 de julio de 2017, activistas del grupo juvenil Arran con pancartas y bengalas asaltaron un restaurante y varios barcos atracados en el muelle Moll Vell de Palma de Mallorca como protesta contra lo que ellos denuncian como «turismo de élite, turismo masivo que destruye Mallorca y condena a la clase trabajadora de los Països Catalans a la miseria».

## Cataluña

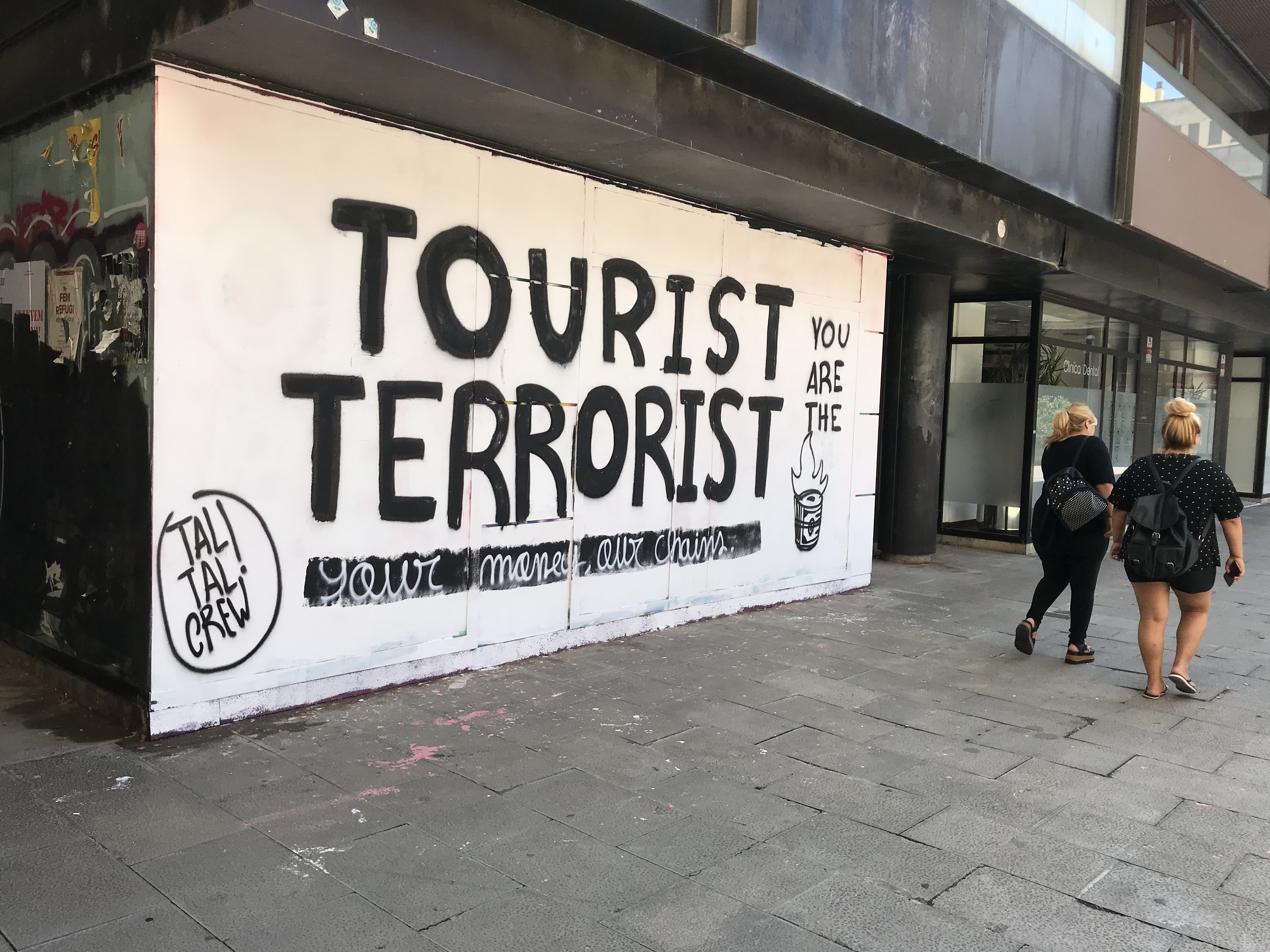
«Tourist terrorist» (Gerona)

En Barcelona, el 30 de julio de 2017, cuatro encapuchados cortaron el paso de un autobús turístico, con decenas de turistas dentro, pincharon una rueda y pintaron «el turismo mata a los barrios» en la luna. El ataque fue reivindicado por Arran. El modelo de masificación turística, según la portavoz de Arran —la rama juvenil del partido político español anticapitalista y defensor de la independencia de Cataluña, Candidatura de Unidad Popular (CUP)— genera trabajo precario.

## País Vasco
En San Sebastián, las juventudes de la izquierda abertzale Ernai, anunciaron campañas de protestas y sabotajes, con carteles y pintadas.

## Turistización

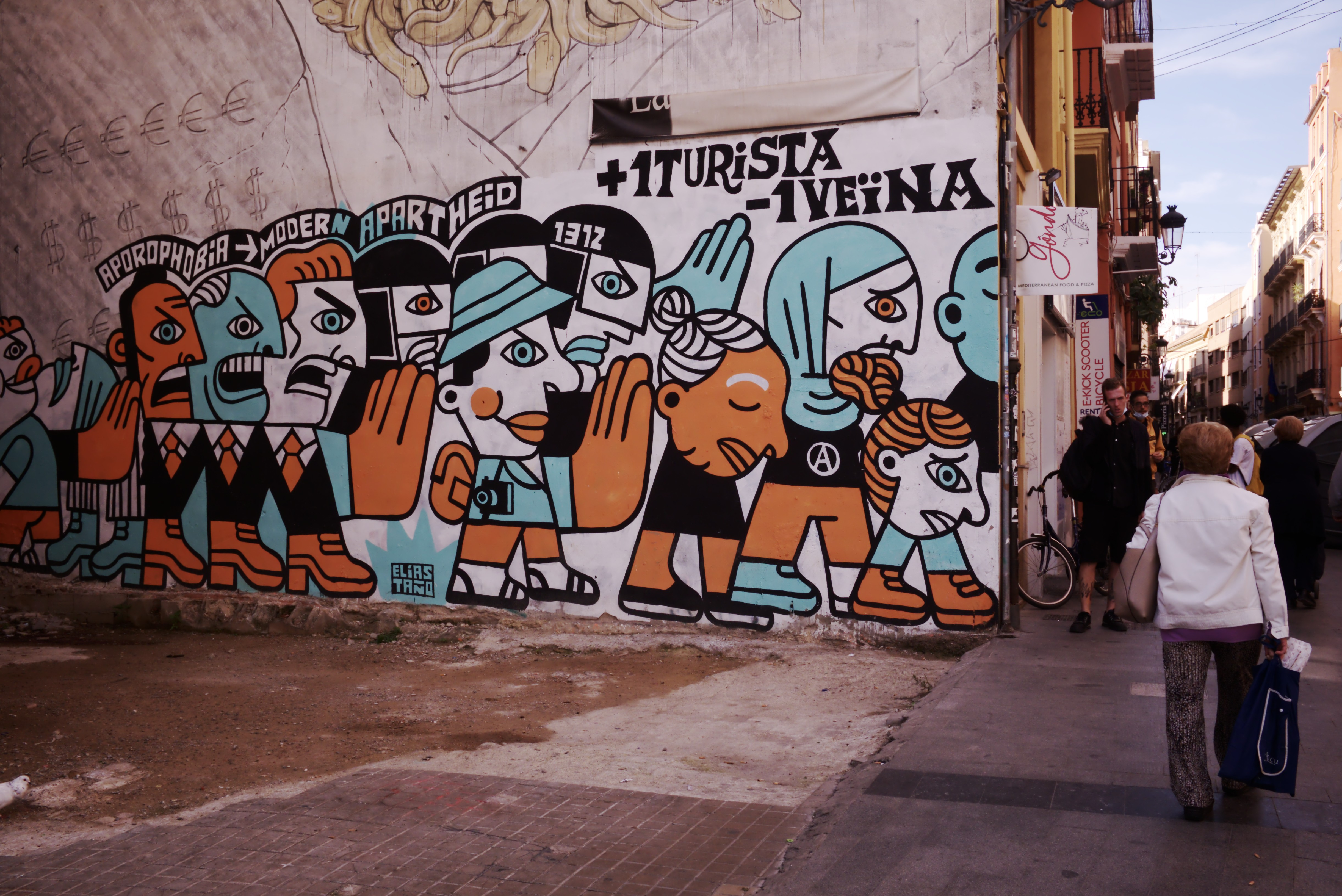
+1 Turista -1Veïna ("un turista más, un vecino menos")

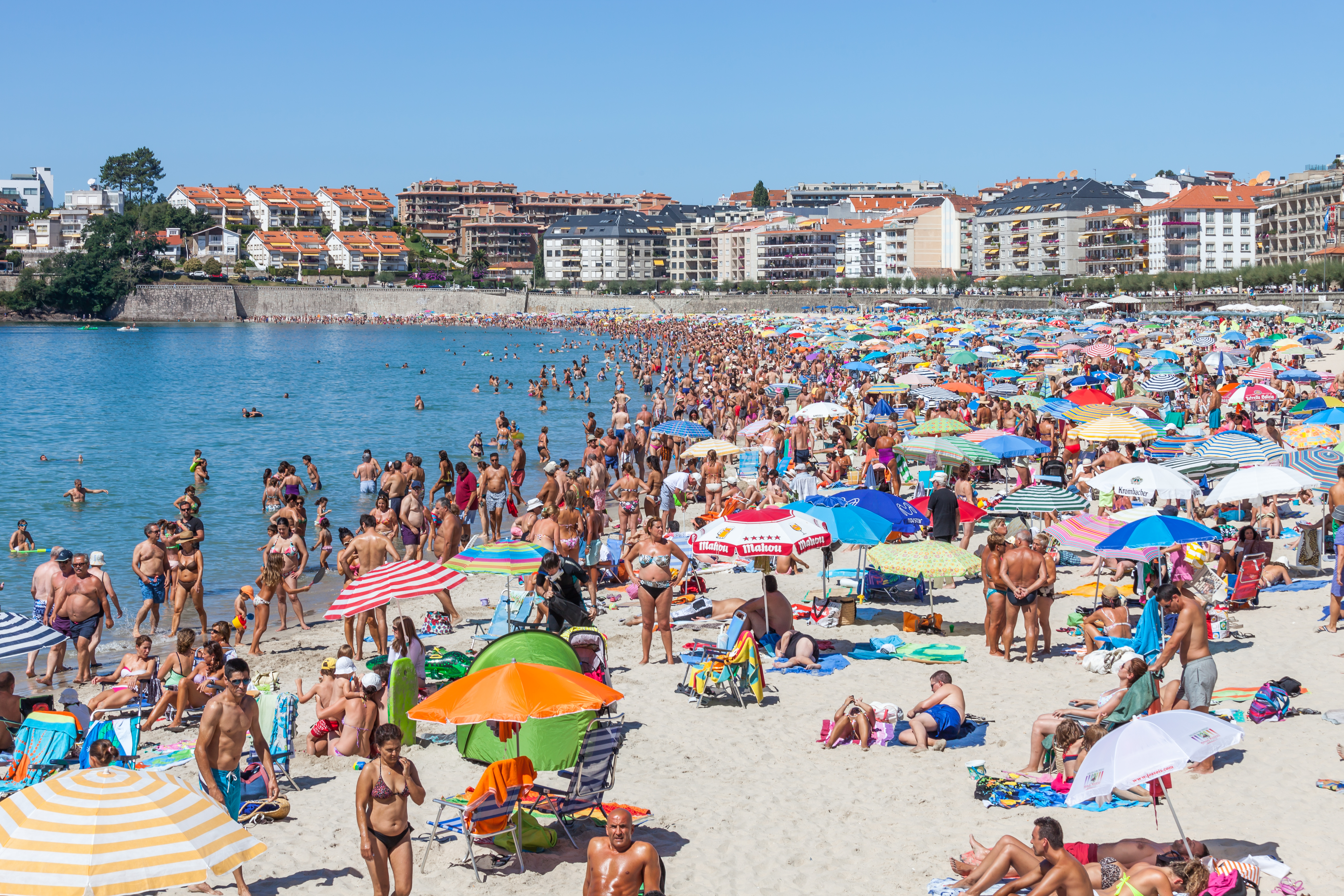
Playa de Silgar, en Sangenjo, Pontevedra, abarrotada de bañistas.

### Síndrome de Venecia
Otras ciudades europeas, como Roma o Reykjavik, ya han comenzado a tomar medidas para acotar el turismo de masas y evitar así el llamado "síndrome de Venecia" —por el documental Síndrome de Venecia (2012), dirigido por Andreas Pichler— un fenómeno de la turistización, según el cual, los habitantes huyen de los centros urbanos por culpa del aumento del precio de la vivienda (véase gentrificación) y la invasión de hoteles y apartamentos dedicados al turismo y que amenaza incluso «la propia supervivencia del sector turístico».